# Торнау (Дюбенер-Хайде)
Торнау (нем. Tornau) — община в Германии, в земле Саксония-Анхальт.
Входит в состав района Виттенберг. Подчиняется управлению Тор цур Дюбенер Хайде. Население составляет 564 человека (на 31 декабря 2006 года). Занимает площадь 25,81 км².

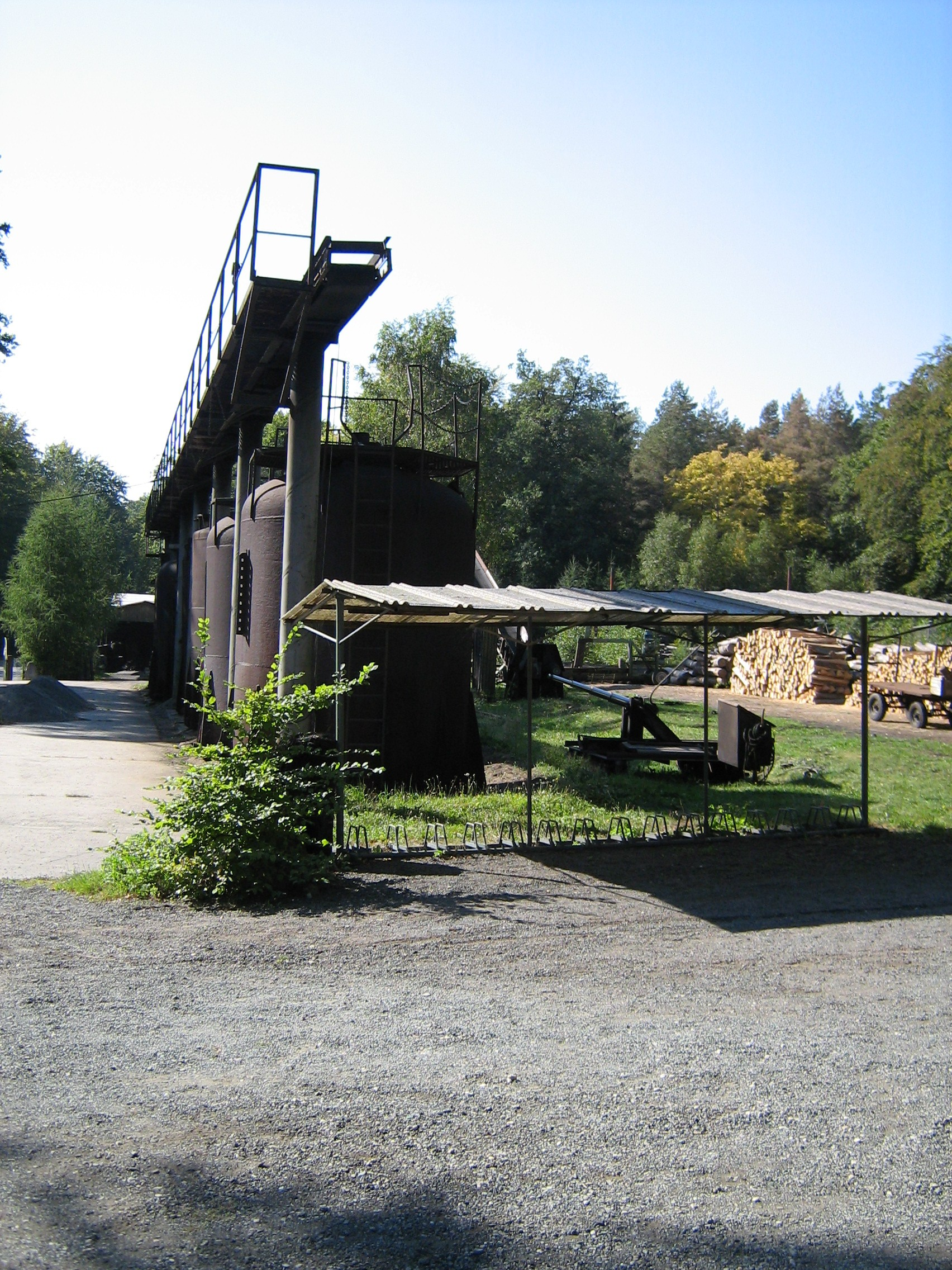
Торнау (Дюбенер-Хайде)